# Сан-Матеус (микрорегион)

Сан-Матеус на карте.

Сан-Матеус (порт. Microrregião de São Mateus) — микрорегион в Бразилии, входит в штат Эспириту-Санту. Составная часть мезорегиона Северное побережье штата Эспириту-Санту. 
Население составляет 	185 949	 человек (на 2010 год). Площадь — 	4 617,017	 км². Плотность населения — 	40,27	 чел./км².

## Демография
Согласно сведениям, собранным в ходе переписи 2010 г. Национальным институтом географии и статистики (IBGE), население микрорегиона составляет:						
| Полное население                             | Полное население                             | Полное население                             | Полное население                             | 185 949 |
| -------------------------------------------- | -------------------------------------------- | -------------------------------------------- | -------------------------------------------- | ------- |
| в том числе:                                 | Городское население                          | 144 202                                      | Процент городского населения, %              | 77,55   |
|                                              | Сельское население                           | 41 747                                       | Процент сельского населения, %               | 22,45   |
|                                              | Мужское население                            | 92 460                                       | Процент мужского населения, %                | 49,72   |
|                                              | Женское население                            | 93 489                                       | Процент женского населения, %                | 50,28   |
| Плотность населения, чел/км²                 | Плотность населения, чел/км²                 | Плотность населения, чел/км²                 | Плотность населения, чел/км²                 | 40,27   |
| Население микрорегиона в % к населению штата | Население микрорегиона в % к населению штата | Население микрорегиона в % к населению штата | Население микрорегиона в % к населению штата | 5,29    |

## Статистика
- Валовой внутренний продукт на 2003 составляет 1 162 609 547,00 реалов (данные: Бразильский институт географии и статистики).
- Валовой внутренний продукт на душу населения на 2003 составляет 6925,26 реалов (данные: Бразильский институт географии и статистики).
- Индекс развития человеческого потенциала на 2000 составляет 0,711 (данные: Программа развития ООН).

## Состав микрорегиона
В составе микрорегиона включены следующие муниципалитеты:
1. Консейсан-да-Барра
2. Жагуаре
3. Педру-Канариу
4. Сан-Матеус